# Gizo (Israel)
Gizo (hebreiska: גיזו) är en ort i Israel. Den ligger i distriktet Jerusalem, i den centrala delen av landet. Gizo ligger 201 meter över havet och antalet invånare är 189.
Terrängen runt Gizo är platt åt nordväst, men åt sydost är den kuperad.Runt Gizo är det mycket tätbefolkat, med 1 411 invånare per kvadratkilometer. Närmaste större samhälle är Reẖovot, 15,5 km nordväst om Gizo. Trakten runt Gizo består till största delen av jordbruksmark.